# 雲巖站
雲巖站（朝鲜语：／ Unam yŏk */?）是朝鮮民主主義人民共和國平安北道云田郡的一個鐵路車站，属于平义线。

## 邻近车站
平义线
云田站 - 雲巖站 - 古邑站